# Slim Riahi
Slim Riahi (en árabe: سليم الرياحي; n. Bizerte, Túnez, 13 de julio de 1972) es un empresario y político tunecino. Como fundador y líder del partido Unión Patriótica Libre, fue candidato en la primera vuelta de las elecciones presidenciales de Túnez de 2014, primeras elecciones presidenciales democráticas en la historia de su país, en las que quedó en quinto lugar con el 6.55% de los votos.

## Biografía
Riahi nació en Bizerte, Túnez, en 1972. En 1980, él y su familia debieron exiliarse a Libia, debido a que su padre era un nacionalista árabe que se oponía a las políticas del dictador Habib Burguiba, y a su sucesor, Zine El Abidine Ben Ali. Riahi creció en la Libia de Muamar el Gadafi, y estudió administración en la Universidad Al Fateh. Luego de esto, se dedicó a las industrias del petróleo, energía, aviación y desarrollo de propiedades, adquiriendo una gran riqueza con el paso de los años. Más tarde se trasladó a Londres, donde adquirió la nacionalidad británica.
Tras la revolución tunecina de 2011, y la democratización de Túnez, Riahi fundó su propio partido político, la Unión Patriótica Libre, que promueve un liberalismo económico combinado con modernismo,  y se describe a sí misma como centrista dentro del espectro político. Hubo diversas controversias durante su campaña tanto parlamentaria como presidencial, por sus recursos empresariales poco claros. En agosto de 2011, Riahi anunció que, con la llegada de la libertad de prensa al país, tenía la intención de entrar en el negocio de los medios de Túnez con la adquisición de una participación del 20% de la editorial de periódicos Dar Assabah. También estableció tres estaciones de televisión, a saber Ettounsiya Al-Oula, Ettounsiya Sports y Ettounsiya News.